# Cecilia Arizti
Cecilia Arizti (28 octobre 1856 — 30 juin 1930) est une compositrice, professeur de musique et pianiste cubaine.

## Biographie
Cecilia Arizti, née à La Loma del Angel, La Havane, est la fille du pianiste Fernando Arizti et de Teresa Sobrino. Arizti étudia la musique avec son père et la composition avec Francisco Fuentes et Espadero Ruiz, et elle montra des talents précoces pour la composition,.
Après avoir terminé ses études Arizti joua comme pianiste de concert à Cuba et aux États-Unis. Elle devint professeur au Conservatoire Peyrellade et elle publia un manuel de technique de jeu au piano.

## Œuvres
Arizti composa principalement pour piano, dans un style romantique.
- Impromptu en fa mineur
- Vals lent
- Romanza
- Nocturn
- Caprici
- Reverie, Op. 16
- Trio pour piano, violon et violoncelle[3]